# Skalice nad Svitavou
Skalice nad Svitavou (en allemand : Skalitz an der Zwittawa) est une commune du district de Blansko, dans la région de Moravie-du-Sud, en Tchéquie. Sa population s'élevait à 619 habitants en 2020.

## Géographie
Skalice nad Svitavou se trouve à 5 km à l'ouest-sud-ouest de Boskovice, à 14 km au nord-nord-ouest de Blansko, à 32 km au nord de Brno et à 170 km à l'est-sud-est de Prague.
La commune est limitée par Svitávka au nord, par Chrudichromy et Boskovice à l'est, par Lhota Rapotina au sud-est, par Jabloňany au sud-ouest et par Sebranice à l'ouest.

## Histoire
La première mention écrite de la localité date de 1228.